# Лауинген
Лауинген (нем. Lauingen) — город в Германии, в земле Бавария.
Подчинён административному округу Швабия. Входит в состав района Диллинген-ан-дер-Донау. Население составляет 11 445 человек (на 31 декабря 2023 года). Занимает площадь 44,39 км². Официальный код — 09 7 73 144.
В городе находится крупный завод по производству тракторов Deutz-Fahr, Same, Lamborghini и Hürlimann.

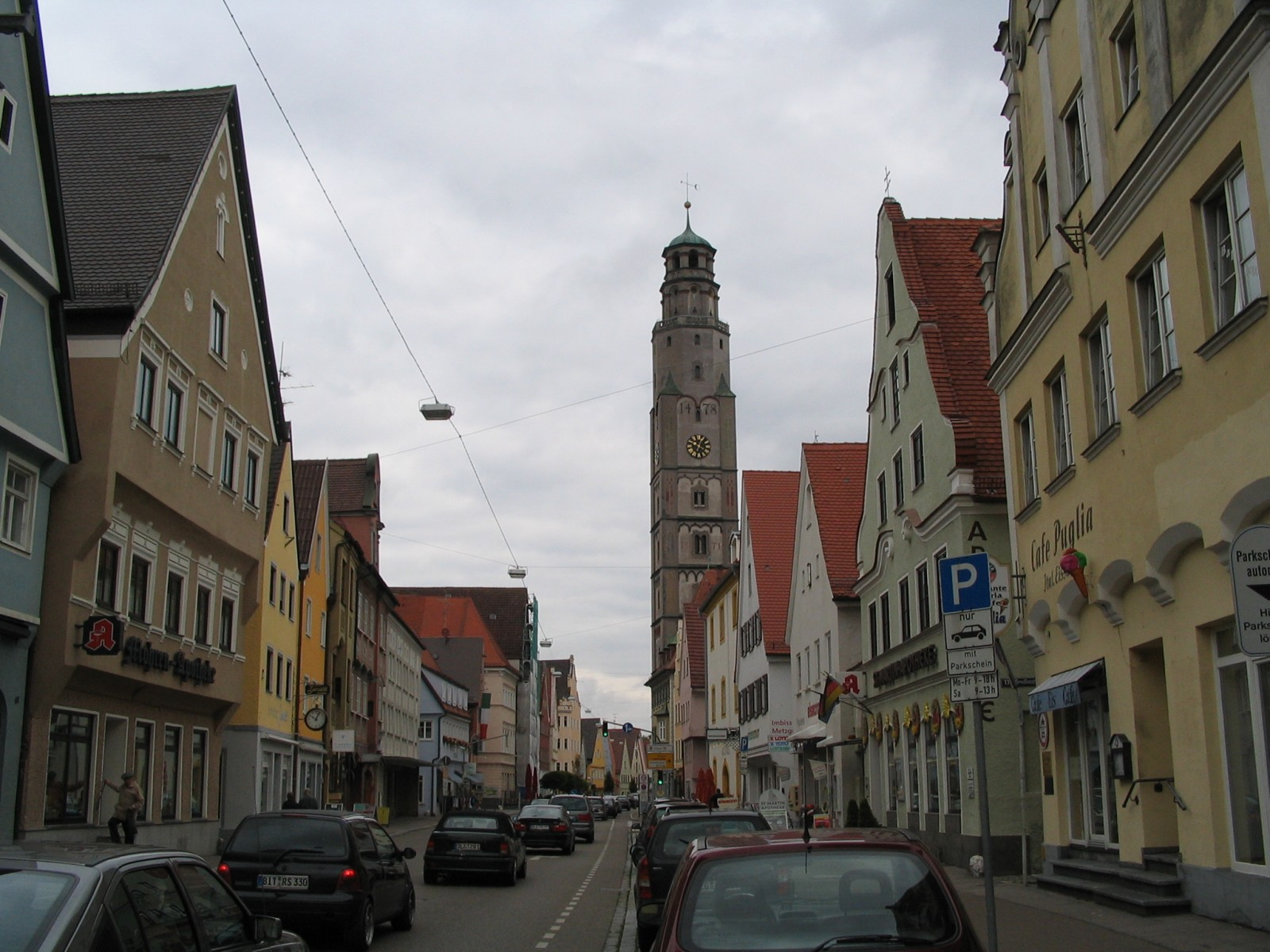
Лауинген (Дунай)